# Керзон, Грейс
Грейс Эльвина Керзон (англ. Grace Elvina Curzon, урождённая Хиндс (англ. Hinds); 14 апреля 1879, Алабама — 29 июня 1958, Лондон ) — маркиза Керзон из Кедлстона, британская светская дама американского происхождения.

## Биография
Грейс Эльвина была дочерью Джозефа Монро Хиндс, посла США в Бразилии, и его жены Люси Триглья. Она училась в престижной школе мисс Портер в Фармингтоне. В 1897 году в Буэнос-Айресе 18-летняя Грейс вышла замуж за аргентинского бизнесмена Альфреда Хьюберта Даггана. В этом браке родились трое детей, в том числе Альфред, автор исторических романов и Хьюберт, член британского парламента. После смерти мужа в 1915 году она переехала со своими детьми в Англию, где вошла в великосветское лондонское общество. Там богатая вдова встретила британского политика Джорджа Керзона, маркиза Керзон из Кедлстона, который в то время имел роман с известной писательницей Элинор Глин. Грейс Эльвина и Джордж Керзон поженились в январе 1917 года в Лондоне. Их союз не был счастливым, Джордж имел троих дочерей от первого брака и желал наследника, но брак остался бездетным. Супруги стали жить раздельно с начала 1920-х, но развод не оформляли. Грейс имела несколько внебрачных связей, в том числе с сэром Освальдом Мосли, мужем её падчерицы Синтии.

## Наследие
В 1925 году, незадолго до смерти её второго мужа, американский художник Джон Сингер Сарджент создал её портрет. Эта картина стала последним портретом Сарджента, написанным маслом. Картина была приобретена в 1936 году Музеем искусств Манчестера (Нью-Гэмпшир).
За несколько лет до своей смерти в 1955 году Грейс опубликовала в издательстве «Hutchinson» в Лондоне свои мемуары: «Reminiscences» (с англ. — «Воспоминания»).

## Титулы и Ордена
- 1879—1897 : Грейс Эльвина Хиндс
- 1897—1915 : Грейс Эльвина Дагган
- 1917—1958 : Грейс Эльвина Керзон, маркиза Керзон Кедлстон
- Дама Большого Креста Ордена Британской империи[2] (02.01.1922 )